# Hülya Avşar
Pour les articles homonymes, voir Avşar.
Hülya Avşar (prononcé [hyl.jɑ ɑfʃɑɾ]), née le 10 octobre 1963 à Edremit en Turquie, est une actrice, chanteuse, femme d'affaires et joueuse de tennis professionnelle turque. Elle a une sœur, Helin Avşar également chanteuse. Elle était mariée à Tanju Çolak

## Discographie
- 1988 : Her şey Gönlünce Olsun
- 1990 : Hatırlar mısın?
- 1991 : Hülya Gibi
- 1993 : Dost Musun Düşman Mı?
- 1995 : Yarası Saklım
- 1998 : Hayat Böyle
- 2000 : Sevdim (single)
- 2002 : Aşıklar Delidir
- 2009 : Kişiye Özel-HauteCouture
- 2011 : Geçmiş Olsun (single)

## Filmographie partielle
- 2005 : İki Genç Kız
- 2015-2016 : Muhteşem Yüzyıl: Kösem (série télévisée)
- 2021 : Innocence (série télévisée)